# Anne Chevalier
Anne Chevalier foi uma atriz nascida com o nome de Anna Chevalier em 1912, em Bora-Bora, Polinésia Francesa, e falecida no mesmo local em 1977.

## Biografia[1]

### Primeiros anos
Nada se sabe sobre a vida de Anne Chevalier até seus 16 anos, idade em que estrelou Tabu.

### Tabu: a projeção mundial
Anne Chevalier nunca havia atuado antes, quando, em 1929, foi convidada por F. W. Murnau para protagonizar Tabu, filme que ele rodaria em coprodução com Robert Flaherty utilizando como cenário a natureza intocada da Polinésia Francesa e como elenco os nativos, mestiços e chineses lá residentes. Graças a sua personagem, Reri, a atriz ganhou fama internacional, porém nunca mais se livrou nem do nome nem das características atribuídas ao papel.

### A ida para os Estados Unidos
Depois que terminou de rodar o filme, Murnau levou Anne Chevalier para Nova Iorque pretendendo escalá-la como dançarina em seus filmes seguintes. Para tanto, foi-lhe contratada uma agente, Mildred Lurber. Contudo, tais filmes não foram produzidos porque Murnau faleceu em um acidente automobilístico em 11 de março de 1931, uma semana antes da première de Tabu.
Sua agente, Mildred Lurber, ficou sendo, então, a única responsável pelos contatos profissionais da atriz, o que possibilitou a Anne Chevalier ser apresentada a Hollywood e a atuar ao lado de atores como Fredric March, Wallace Beery e Maurice Chevalier.

### Os anos na Europa
Como a fama de Anne Chevalier ainda não fora aproveitada na Europa, ela foi levada, em 1932, para a Alemanha por Mildred Lurber e Robert Plumpe, irmão de Murnau, ficando hospedada na casa da mãe de Murnau, em Berlim.
Sua atuação no Teatro Scala de Berlim conferiu-lhe grandes aclamações públicas. Também se apresentou nos palcos de Londres, Roma, Viena e Capri. Essas aparições acabaram por lhe render uma proposta para atuar no Common Palace, em Paris, teatro onde fora exibido Tabu em sua estreia na França. Apesar de ter se tornado a grande sensação parisiense da época, ela não permaneceu lá porque o teatro não pagou o montante combinado.
A frustração na França provocou um rompimento temporário com sua agente. Livre de compromissos profissionais, Anne Chevalier se casou com o ator polonês Eugeniusz Bodo. Ao lado dele estrelou, em 1934, o filme Pérola Negra, cujo roteiro foi coescrito por Bodo.
O casamento durou apenas um ano, ao fim do qual Anne Chevalier voltou para a casa da mãe de Murnau em Berlim, onde passou a ter pesadelos com o fantasma do diretor.
Mais tarde, reencontrou sua ex-agente na Holanda, que lhe conseguiu pequenas participações teatrais.

### Vida após a Europa
Farta das desilusões provocadas pelo casamento fracassado e de ter sempre de interpretar Reri para sobreviver, Anne Chevalier retornou ao Taiti.
Em 1937, teve um pequeno papel em O furacão, de John Ford.
Mais tarde, se casou na Polinésia Francesa, onde passou a viver reclusa até sua morte, em 1977.

## Legado
Tabu, de F. W. Murnau e Robert Flaherty, ao mesmo tempo em que mostrou para o mundo a natureza exuberante e os hábitos nativos da Polinésia Francesa, projetou Anne Chevalier internacionalmente, fazendo dela a eterna Reri e o arquétipo de todas as personagens cinematográficas originárias de terras exóticas.
Após sua morte, sua ex-agente Mildred Lurber escreveu um roteiro, The dancing cannibal, uma nova história sobre Reri, e tentou vendê-lo para Hollywood. A história parecia-se com A Condessa Descalça, filme escrito e dirigido por Joseph L. Mankiewicz em 1954. Lurber foi acusada de plágio e perdeu.

## Filmografia
- Tabu, 1931, Estados Unidos
- Pérola Negra, 1934, Polônia
- O furacão, 1937, Estados Unidos